# Paroisse d'Allen
Pour les articles homonymes, voir Comté d'Allen.
La paroisse d'Allen (en anglais : 'Allen Parish') a été créée par scission de la paroisse de Calcasieu en 1912 à partir du nom de l’ancien général et gouverneur de Louisiane : Henry Watkins Allen.
La paroisse d’Allen a une superficie de 1 980 km² de terre émergée et 3 km² d’eau. Sa plus grande ville est Oakdale.
Elle est enclavée entre la paroisse de Vernon au nord-ouest, la paroisse des Rapides au nord-est, la paroisse d’Evangeline à l’est, la paroisse de Jefferson Davis au sud et la paroisse de Beauregard à l’ouest.
Quatre autoroutes quadrillent la paroisse : les autoroutes fédérales (U.S. Highway) n° 165 et 190 ainsi que les autoroutes de Louisiane (Louisiana Highway) n°10 et 26.

## Démographie
Lors du recensement de 2000, les 25 440 habitants de la paroisse se divisaient en 71,90 % de « Blancs », 24,60 % de « Noirs » et d’Afro-Américains, 1,72 % d’Amérindiens, 0,57 % d’Asiatiques, 0,01 % de Polynésiens et de Mélanésiens ainsi que 0,24 % de non répertoriés ci-dessus et 0,96 % de personnes métissées.
La paroisse comptait 6,22 % qui parle le français ou le français cadien à la maison, soit 1 468 personnes parlant au moins une fois par jour la « langue de Molière ».
Dans la paroisse, la pyramide des âges (toujours en 2000) était présentée ainsi : 
- 6 283 personnes étaient des mineures (moins de 18 ans) soit 24,70 % ;

- 2 366 personnes étaient des jeunes adultes (de 18 à 24 ans) soit 9,30 % ;

- 8 497 personnes étaient de jeunes forces de travail (de 25 à 44 ans) soit 33,40 % ;

- 5 292 personnes étaient des forces de travail vieillissantes (de 45 à 65 ans) soit 20,80 % ;

- 3 002 personnes étaient des personnes en âge de la retraite (plus de 65 ans) soit 11,80 %.

L’âge moyen des citoyens de la paroisse était donc de 35 ans, de plus, la paroisse compte 11 237 personnes de sexe féminin (soit 44,17 %) et 14 203 personnes de sexe masculin (soit 55,83 %).
Le revenu moyen par personne s’élève à $27 777 (en 2006) alors que 19,90 % des habitants vivent sous le seuil de pauvreté (indice Fédéral).
La paroisse est divisée en cinq villes et villages : Elizabeth, Kinder, Oakdale, Oberlin et Reeves.
Les enfants de la paroisse font leur scolarité à l’école publique de la paroisse d’Allen (en anglais : Allen Parish School).